# いとしき日々よ
「いとしき日々よ」（いとしきひびよ）は、2011年5月4日に発売された平井堅の通算34枚目のシングル。発売元はDefSTAR Records。規格品番はDFCL-1771。

## 解説
前作「アイシテル」（2010年11月10日発売：DFCL-1726）から約半年のインターバルで発売されたシングル盤。初回限定盤が制作されず、CDのみ1形態での発売となった。CD帯記載のコピー：人は心で支えあい、未来は志で支えあう
表題曲「いとしき日々よ」は、TBSテレビ開局60周年記念番組『JIN-仁- 完結編』（2011年4月17日 -　6月26日）の主題歌に起用された。テレビドラマ主題歌に起用されたシングルA面曲は、『ハチミツとクローバー』（2008年1月8日 - 3月18日）の主題歌「キャンバス」以来3年ぶりである。また、カップリング曲の「Run to you」は、NEXCO中日本のイメージソング。発売当時のパッケージフィルムには、これらタイアップ情報を記載したシールが2枚貼られている。
ディスクジャケット及びパッケージ内に平井堅自身の肖像はない。平井本人が写っていないジャケット写真及びCD EXTRA等の付加情報がないCD-DA1形態のみで発売となったシングル盤は、ともに「CANDY」（2009年9月23日発売：DFCL-1600）以来である。
ミュージック・ビデオでは平井堅が雨に打たれ熱唱している姿が制作された。また、タワーレコード対象店舗で本シングルを購入した者を対象とした招待制インストア・ライブ『Ken Hirai 15th Anniversary LAST』が、東京渋谷のTOWER RECORDS店内イベントステージで同年5月12日に開催された。

## 収録曲
全作曲：平井堅
1. いとしき日々よ（6:03）
  - 作詞：平井堅・松尾潔、編曲: 鈴木Daichi秀行[3]
2. Run to you（4:39）
  - 作詞：平井堅、編曲: REO、ストリングスアレンジ: 前嶋康明
3. いとしき日々よ -less vocal-（6:03）